# 최송화
최송화는 대한민국의 댄스스포츠 선수다.

## 학력
- 한국체육대학교 대학원 체육학 석사
- 한국체육대학교 레저스포츠학과 학사

## 방송
- 댄싱 위드 더 스타 3 (2013) - 8위

## 수상
- 제8회 슈퍼코리아컵 댄스스포츠 선수권대회 아마추어 라틴 5종목 2위 (2005)
- 제6회 에메랄드볼 전국 댄스스포츠 선수권대회 아마추어 라틴 2위 (2004)